# 盛阅春
盛阅春（1968年3月—），浙江杭州人，中华人民共和国政治人物。1990年毕业于浙江农业大学环境保护专业，1990年6月加入中国共产党，1990年8月参加工作，公共管理硕士。现任武汉市人民政府市长。

## 生平
1990年8月参加工作，任浙江省杭州市江干区环保站干部；1994年12月，任杭州市江干区环保站副站长；1997年4月，任杭州市环境保护局江干环保处副处长；1998年7月，任杭州市环境保护局副局长。
2001年11月，任中共杭州市下城区委常委、副区长；2006年4月，任中共杭州市西湖区委副书记、代区长；2007年2月，任杭州市西湖区区长，之江国家旅游度假区管委会主任，西溪湿地公园管委会第一副主任；2008年7月，任杭州市萧山区人民政府代区长，并于2009年2月转正。2011年11月，任中共杭州市江干区委书记；2016年10月，任中共杭州市萧山区委书记，随即于翌年2月升任中共杭州市委常委。
2018年2月，外放地方，出任中共绍兴市委副书记，绍兴市人民政府市长。2021年11月，任中共绍兴市委书记。
2023年1月，出任湖北省人民政府副省长。2024年5月，任中共武汉市委副书记，武汉市人民政府副市长、代理市长。次月正式当选为市长。